# مانغالدان
مانغالدان أو بلدية مانغالدان (بالتاغالوغية: Bayan ng Mangaldan)‏، هي بلدة تقع في مقاطعة بانغاسينان، الفلبين. يبلغ عدد سكانها 113185 نسمة حسب تعداد 2020.

## المناخ
| البيانات المناخية لـبلدية مانغالدان | البيانات المناخية لـبلدية مانغالدان | البيانات المناخية لـبلدية مانغالدان | البيانات المناخية لـبلدية مانغالدان | البيانات المناخية لـبلدية مانغالدان | البيانات المناخية لـبلدية مانغالدان | البيانات المناخية لـبلدية مانغالدان | البيانات المناخية لـبلدية مانغالدان | البيانات المناخية لـبلدية مانغالدان | البيانات المناخية لـبلدية مانغالدان | البيانات المناخية لـبلدية مانغالدان | البيانات المناخية لـبلدية مانغالدان | البيانات المناخية لـبلدية مانغالدان | البيانات المناخية لـبلدية مانغالدان |
| الشهر                               | يناير                               | فبراير                              | مارس                                | أبريل                               | مايو                                | يونيو                               | يوليو                               | أغسطس                               | سبتمبر                              | أكتوبر                              | نوفمبر                              | ديسمبر                              | المعدل السنوي                       |
| ----------------------------------- | ----------------------------------- | ----------------------------------- | ----------------------------------- | ----------------------------------- | ----------------------------------- | ----------------------------------- | ----------------------------------- | ----------------------------------- | ----------------------------------- | ----------------------------------- | ----------------------------------- | ----------------------------------- | ----------------------------------- |
| متوسط درجة الحرارة الكبرى °م (°ف)   | 31 (88)                             | 31 (88)                             | 33 (91)                             | 34 (93)                             | 34 (93)                             | 33 (91)                             | 32 (90)                             | 31 (88)                             | 31 (88)                             | 32 (90)                             | 31 (88)                             | 31 (88)                             | 32 (90)                             |
| متوسط درجة الحرارة الصغرى °م (°ف)   | 21 (70)                             | 21 (70)                             | 23 (73)                             | 25 (77)                             | 25 (77)                             | 25 (77)                             | 25 (77)                             | 24 (75)                             | 24 (75)                             | 24 (75)                             | 23 (73)                             | 22 (72)                             | 24 (74)                             |
| الهطول مم (إنش)                     | 4.3 (0.17)                          | 19.1 (0.75)                         | 27.3 (1.07)                         | 45.2 (1.78)                         | 153.3 (6.04)                        | 271.3 (10.68)                       | 411.1 (16.19)                       | 532 (20.9)                          | 364.4 (14.35)                       | 182.5 (7.19)                        | 56.3 (2.22)                         | 24.4 (0.96)                         | 2٬091٫2 (82.3)                      |
| متوسط الأيام الممطرة                | 3                                   | 2                                   | 3                                   | 5                                   | 14                                  | 17                                  | 22                                  | 23                                  | 21                                  | 13                                  | 7                                   | 4                                   | 134                                 |
| المصدر: World Weather Online        |                                     |                                     |                                     |                                     |                                     |                                     |                                     |                                     |                                     |                                     |                                     |                                     |                                     |